# Petite Alsace
Petite Alsace (tj. Malé Alsasko) též Cité Daviel je komplex budov nacházející se v Paříži ve 13. obvodu.

## Umístění
Petite Alsace se nachází na adrese 10, Rue Daviel, na západě 13. pařížského obvodu, na západní straně Butte aux Cailles. Vchod do areálu se nachází na Rue Daviel č. 10. Na severu, na druhém konci nádvoří k němu přiléhá Petite Russie.

## Popis
Petite Alsace tvoří soubor 40 řadových hrázděných zděných dělnických domů v alsaském stylu. Domy jsou uspořádány po obvodu obdélníkového centrálního nádvoří o ploše cca 500 m2.

## Historie
Komplex budov postavil v roce 1912 architekt Jean Walter pro společnost Habitation familiale.